# Tylidyna
Tylidyna – organiczny związek chemiczny, opioidowy lek przeciwbólowy i znieczulający. Wykazuje silne i długotrwałe działanie przeciwbólowe. Występuje pod nazwą handlową Valoron w formie kapsułek, ampułek oraz kropli i jest skombinowany z naloksonem, który przy podaniu doustnym traci swoje właściwości, jednak zapobiega działaniu narkotycznemu tylidyny w razie przypadku podawania drogą parenteralną.
Tylidyna szybko oraz w pełni (99%) wchłania się do organizmu po podaniu doustnym. Stosuje się ją podobnie jak morfinę, np. w bólach pooperacyjnych, bólach nowotworowych, pourazowych, jak i spastycznych bólach brzucha. Przeciwwskazania są takie same, jak przy stosowaniu morfiny. Objawami przedawkowania są senność, depresja układu oddechowego. Przedawkowanie leczy się przez podanie naloksonu.